# رابرت استیرلینگ
دکتر رابرت استیرلینگ (انگلیسی: Dr Robert Stirling; زاده ۲۵ اکتبر ۱۷۹۰ - درگذشته ۶ ژوئن ۱۸۷۸) یک روحانی، مهندس اسکاتلندی و مخترع موتور استرلینگ است.